# Final de la Liga Europa de la UEFA 2014-15
La final de la Liga Europa de la UEFA 2014-15 se disputó el día 27 de mayo de 2015 en el Estadio Nacional de Varsovia, Polonia. Fue la 44.ª edición del torneo y la 6.ª con su actual denominación.

## Finalistas
En  negrita, las finales ganadas.
| Equipos               | Finales jugadas anteriormente |
| --------------------- | ----------------------------- |
| Dnipro Dnipropetrovsk | Ninguna                       |
| Sevilla FC            | 2005-06, 2006-07, 2013-14.    |

## Sede de la Final
El Estadio Nacional de Varsovia fue anunciado como la sede de la final en la reunión del Comité Ejecutivo de la UEFA celebrada el 23 de mayo de 2013. Esta fue la primera final de clubes de la UEFA que se celebró en Polonia.

El Estadio Nacional se utiliza principalmente para partidos de fútbol y es el estadio local de la selección nacional de fútbol de Polonia. El estadio tiene una capacidad de 58 145 espectadores, lo que lo convierte en la mayor arena de fútbol en Polonia. Su construcción comenzó en 2008 y se completó en noviembre de 2011. Está situado en el lugar del antiguo Stadion Dziesięciolecia, en Aleja Zieleniecka, en el distrito de Praga Południe, cerca del centro de la ciudad. En él se disputaron tres partidos de fase de grupos (incluido el partido inaugural), un cuartos de final y una semifinal en la UEFA Euro 2012, coorganizada por Polonia y Ucrania.
| Polonia |                  |                  |                  |
| Ciudad | Estadio          |                  |                  |
| Varsovia | Estadio Nacional | Estadio Nacional | Estadio Nacional |
| Warsaw business district from Novotel · Royal Castle and Sigismund's Column · Staszic Palace and Nicolaus Copernicus Monument · Łazienki Park · Wilanów Palace · Main Market Square |                  |                  |                  |
| 57 000 espectadores |                  |                  |                  |
| Final Liga Europa 2015 |                  |                  |                  |

## Camino a la Final

### Dnipro Dnipropetrovsk
| Fecha                                                                                                 | Fase                           | Estadio                                | Local                 | Resultado | Visitante             |
| --- | ------------------------------ | -------------------------------------- | --------------------- | --------- | --------------------- |
| 20 de agosto de 2014                                                                                  | Cuarta ronda previa Llave 1    | Estadio Olímpico de Kiev, Kiev         | Dnipro Dnipropetrovsk | 2 – 1     | Hajduk Split          |
| 28 de agosto de 2014                                                                                  | Cuarta ronda previa Llave 1    | Estadio Poljud, Split                  | Hajduk Split          | 0 – 0     | Dnipro Dnipropetrovsk |
| 18 de septiembre de 2014                                                                              | Fase de grupos Grupo F         | Estadio Olímpico de Kiev, Kiev         | Dnipro Dnipropetrovsk | 0 – 1     | Internazionale        |
| 2 de octubre de 2014                                                                                  | Fase de grupos Grupo F         | Stade Geoffroy-Guichard, Saint-Étienne | Saint-Étienne         | 0 – 0     | Dnipro Dnipropetrovsk |
| 23 de octubre de 2014                                                                                 | Fase de grupos Grupo F         | Estadio Olímpico de Kiev, Kiev         | Dnipro Dnipropetrovsk | 0 – 1     | Qarabağ               |
| 6 de noviembre de 2014                                                                                | Fase de grupos Grupo F         | Tofiq Bahramov Stadium, Bakú           | Qarabağ               | 1 – 2     | Dnipro Dnipropetrovsk |
| 27 de noviembre de 2014                                                                               | Fase de grupos Grupo F         | Estadio Giuseppe Meazza, Milán         | Internazionale        | 2 – 1     | Dnipro Dnipropetrovsk |
| 11 de diciembre de 2014                                                                               | Fase de grupos Grupo F         | Estadio Olímpico de Kiev, Kiev         | Dnipro Dnipropetrovsk | 1 – 0     | Saint-Étienne         |
| Dnipro Dnipropetrovsk se clasificó a dieciseisavos quedando segundo en su grupo con 7 puntos.         |                                |                                        |                       |           |                       |
| 19 de febrero de 2015                                                                                 | Dieciseisavos de final Llave 8 | Estadio Olímpico de Kiev, Kiev         | Dnipro Dnipropetrovsk | 2 – 0     | Olympiacos            |
| 26 de febrero de 2015                                                                                 | Dieciseisavos de final Llave 8 | Estadio Georgios Karaiskakis, El Pireo | Olympiacos            | 2 – 2     | Dnipro Dnipropetrovsk |
| Dnipro Dnipropetrovsk se clasificó a octavos con un global de 4–2.                                    |                                |                                        |                       |           |                       |
| 12 de marzo de 2015                                                                                   | Octavos de final Llave 2       | Estadio Olímpico de Kiev, Kiev         | Dnipro Dnipropetrovsk | 1 – 0     | Ajax                  |
| 19 de marzo de 2015                                                                                   | Octavos de final Llave 2       | Amsterdam Arena, Ámsterdam             | Ajax                  | 2 – 1     | Dnipro Dnipropetrovsk |
| Dnipro Dnipropetrovsk se clasificó a cuartos por la regla del gol de visitante, con un global de 2–2. |                                |                                        |                       |           |                       |
| 16 de abril de 2015                                                                                   | Cuartos de final Llave 2       | Estadio Jan Breydel, Brujas            | Brujas                | 0 – 0     | Dnipro Dnipropetrovsk |
| 23 de abril de 2015                                                                                   | Cuartos de final Llave 2       | Estadio Olímpico de Kiev, Kiev         | Dnipro Dnipropetrovsk | 1 – 0     | Brujas                |
| Dnipro Dnipropetrovsk se clasificó a semifinales con un global de 1–0.                                |                                |                                        |                       |           |                       |
| 7 de mayo de 2015                                                                                     | Semifinales Llave 1            | Estadio San Paolo, Nápoles             | Napoli                | 1 – 1     | Dnipro Dnipropetrovsk |
| 14 de mayo de 2015                                                                                    | Semifinales Llave 1            | Estadio Olímpico de Kiev, Kiev         | Dnipro Dnipropetrovsk | 1 – 0     | Napoli                |
| Dnipro Dnipropetrovsk se clasificó a la final con un global de 2–1.                                   |                                |                                        |                       |           |                       |

### Sevilla
| Fecha                                                                            | Fase                           | Estadio                                | Local                    | Resultado | Visitante                |
| -------------------------------------------------------------------------------- | ------------------------------ | -------------------------------------- | ------------------------ | --------- | ------------------------ |
| 18 de septiembre de 2014                                                         | Fase de grupos Grupo G         | Estadio Ramón Sánchez-Pizjuán, Sevilla | Sevilla                  | 2 – 0     | Feyenoord                |
| 2 de octubre de 2014                                                             | Fase de grupos Grupo G         | Estadio Kantrida, Rijeka               | Rijeka                   | 2 – 2     | Sevilla                  |
| 23 de octubre de 2014                                                            | Fase de grupos Grupo G         | Estadio Maurice Dufrasne, Lieja        | Standard Lieja           | 0 – 0     | Sevilla                  |
| 6 de noviembre de 2014                                                           | Fase de grupos Grupo G         | Estadio Ramón Sánchez-Pizjuán, Sevilla | Sevilla                  | 3 – 1     | Standard Lieja           |
| 27 de noviembre de 2014                                                          | Fase de grupos Grupo G         | Stadion Feijenoord, Róterdam           | Feyenoord                | 2 – 0     | Sevilla                  |
| 11 de diciembre de 2014                                                          | Fase de grupos Grupo G         | Estadio Ramón Sánchez-Pizjuán, Sevilla | Sevilla                  | 1 – 0     | Rijeka                   |
| Sevilla se clasificó a dieciseisavos quedando segundo en su grupo con 11 puntos. |                                |                                        |                          |           |                          |
| 19 de febrero de 2015                                                            | Dieciseisavos de final Llave 3 | Estadio Ramón Sánchez-Pizjuán, Sevilla | Sevilla                  | 1 – 0     | Borussia Mönchengladbach |
| 26 de febrero de 2015                                                            | Dieciseisavos de final Llave 3 | Borussia Park, Mönchengladbach         | Borussia Mönchengladbach | 2 – 3     | Sevilla                  |
| Sevilla se clasificó a octavos con un global de 2–4.                             |                                |                                        |                          |           |                          |
| 12 de marzo de 2015                                                              | Octavos de final Llave 5       | El Madrigal, Villarreal                | Villarreal               | 1 – 3     | Sevilla                  |
| 19 de marzo de 2015                                                              | Octavos de final Llave 5       | Estadio Ramón Sánchez-Pizjuán, Sevilla | Sevilla                  | 2 – 1     | Villarreal               |
| Sevilla se clasificó a cuartos con un global de 5–2.                             |                                |                                        |                          |           |                          |
| 16 de abril de 2015                                                              | Cuartos de final Llave 1       | Estadio Ramón Sánchez-Pizjuán, Sevilla | Sevilla                  | 2 – 1     | Zenit San Petersburgo    |
| 23 de abril de 2015                                                              | Cuartos de final Llave 1       | Estadio Petrovsky, San Petersburgo     | Zenit San Petersburgo    | 2 – 2     | Sevilla                  |
| Sevilla se clasificó a semifinales con un global de 4–3.                         |                                |                                        |                          |           |                          |
| 7 de mayo de 2015                                                                | Semifinales Llave 2            | Estadio Ramón Sánchez-Pizjuán, Sevilla | Sevilla                  | 3 – 0     | Fiorentina               |
| 14 de mayo de 2015                                                               | Semifinales Llave 2            | Estadio Artemio Franchi, Florencia     | Fiorentina               | 0 – 2     | Sevilla                  |
| Sevilla se clasificó a la final con un global de 5–0.                            |                                |                                        |                          |           |                          |

## Partido
| 71         | POR        | Denys Boyko         |     |
| 44         | DEF        | Artem Fedetskiy     |     |
| 23         | DEF        | Douglas             |     |
| 14         | DEF        | Yevhen Cheberyachko |     |
| 12         | DEF        | Leo Matos           |     |
| 99         | MED        | Matheus             |     |
| 7          | MED        | Jaba Kankava        | 85' |
| 25         | MED        | Valeriy Fedorchuk   | 68' |
| 10         | MED        | Yevhen Konoplyanka  |     |
| 29         | MED        | Ruslan Rotan        |     |
| 9          | DEL        | Nikola Kalinić      | 78' |
| Entrenador | Entrenador | Myron Markevych     |     |

| 29         | POR        | Sergio Rico            |     |
| 2          | DEF        | Benoît Trémoulinas     |     |
| 6          | DEF        | Daniel Carriço         |     |
| 15         | DEF        | Timothée Kolodziejczak |     |
| 22         | DEF        | Aleix Vidal            |     |
| 4          | MED        | Grzegorz Krychowiak    |     |
| 25         | MED        | Stéphane M'Bia         |     |
| 20         | MED        | Vitolo Machín          |     |
| 19         | MED        | Éver Banega            | 89' |
| 10         | DEL        | José Antonio Reyes     | 58' |
| 9          | DEL        | Carlos Bacca           | 82' |
| Entrenador | Entrenador | Unai Emery             |     |

| 19 | MED | Roman Bezus      | 68' |
| 11 | DEL | Yevhen Seleznyov | 78' |
| 28 | MED | Yevhen Shakhov   | 85' |

| 23 | DEF | Coke Andújar  | 58' |
| 7  | DEL | Kevin Gameiro | 82' |
| 12 | MED | Iborra        | 89' |

| Anotado | 7'  | Nikola Kalinić | 1–0 |
| Anotado | 44' | Ruslan Rotan   | 2–2 |

| Anotado | 28' | Grzegorz Krychowiak | 1–1 |
| Anotado | 31' | Carlos Bacca        | 1–2 |
| Anotado | 73' | Carlos Bacca        | 2–3 |

| 17' | Jaba Kankava   |  |
| 45' | Nikola Kalinić |  |
| 70' | Roman Bezus    |  |
| 75' | Ruslan Rotan   |  |
| 83' | Leo Matos      |  |

| 45' | Grzegorz Krychowiak |  |
| 62' | Daniel Carriço      |  |
| 74' | Carlos Bacca        |  |

| Árbitro                      | Martin Atkinson   |
| Asistentes de línea de banda | Michael Mullarkey |
| Asistentes de línea de banda | Stephen Child     |
| Asistentes de línea de gol   | Anthony Taylor    |
| Asistentes de línea de gol   | Andre Marriner    |
| Cuarto árbitro               | Pavel Královec    |
| Reporte                      |                   |

| 71         | POR        | Denys Boyko         |     |
| 44         | DEF        | Artem Fedetskiy     |     |
| 23         | DEF        | Douglas             |     |
| 14         | DEF        | Yevhen Cheberyachko |     |
| 12         | DEF        | Leo Matos           |     |
| 99         | MED        | Matheus             |     |
| 7          | MED        | Jaba Kankava        | 85' |
| 25         | MED        | Valeriy Fedorchuk   | 68' |
| 10         | MED        | Yevhen Konoplyanka  |     |
| 29         | MED        | Ruslan Rotan        |     |
| 9          | DEL        | Nikola Kalinić      | 78' |
| Entrenador | Entrenador | Myron Markevych     |     |

| 29         | POR        | Sergio Rico            |     |
| 2          | DEF        | Benoît Trémoulinas     |     |
| 6          | DEF        | Daniel Carriço         |     |
| 15         | DEF        | Timothée Kolodziejczak |     |
| 22         | DEF        | Aleix Vidal            |     |
| 4          | MED        | Grzegorz Krychowiak    |     |
| 25         | MED        | Stéphane M'Bia         |     |
| 20         | MED        | Vitolo Machín          |     |
| 19         | MED        | Éver Banega            | 89' |
| 10         | DEL        | José Antonio Reyes     | 58' |
| 9          | DEL        | Carlos Bacca           | 82' |
| Entrenador | Entrenador | Unai Emery             |     |

| 19 | MED | Roman Bezus      | 68' |
| 11 | DEL | Yevhen Seleznyov | 78' |
| 28 | MED | Yevhen Shakhov   | 85' |

| 23 | DEF | Coke Andújar  | 58' |
| 7  | DEL | Kevin Gameiro | 82' |
| 12 | MED | Iborra        | 89' |

| Anotado | 7'  | Nikola Kalinić | 1–0 |
| Anotado | 44' | Ruslan Rotan   | 2–2 |

| Anotado | 28' | Grzegorz Krychowiak | 1–1 |
| Anotado | 31' | Carlos Bacca        | 1–2 |
| Anotado | 73' | Carlos Bacca        | 2–3 |

| 17' | Jaba Kankava   |  |
| 45' | Nikola Kalinić |  |
| 70' | Roman Bezus    |  |
| 75' | Ruslan Rotan   |  |
| 83' | Leo Matos      |  |

| 45' | Grzegorz Krychowiak |  |
| 62' | Daniel Carriço      |  |
| 74' | Carlos Bacca        |  |

| Árbitro                      | Martin Atkinson   |
| Asistentes de línea de banda | Michael Mullarkey |
| Asistentes de línea de banda | Stephen Child     |
| Asistentes de línea de gol   | Anthony Taylor    |
| Asistentes de línea de gol   | Andre Marriner    |
| Cuarto árbitro               | Pavel Královec    |
| Reporte                      |                   |

|                            |
| Bandera de España          |
| Campeón Sevilla 4.º título |